# Red Norte de Televisión Nacional de Chile
La Red Norte de Televisión Nacional de Chile fue un sistema de interconexión de repetidoras del canal estatal, que operó en las provincias de Tarapacá, Antofagasta y Atacama entre 1969 y 1974 de manera independiente a la señal principal que era emitida en la zona centro y sur del país.

## Historia
La estación que servía de señal transmisora principal para la Red Norte de TVN fue el Canal 6 de Antofagasta, que inició sus emisiones el 15 de julio de 1969; en la inauguración estuvieron presentes Eduardo Guzmán, antiguo director del Canal 3 de la Universidad del Norte y después gerente de programación de TVN, además de Pedro Aranda, quien asumió como director del Canal 6. Sus estudios provisorios se encontraban ubicados en Prat 435 Oficina 21 y en el antiguo Colegio San José (ubicado en la esquina de José Miguel Carrera con Antonio Poupin).
La primera estación retransmisora de la señal emitida desde el Canal 6 de Antofagasta fue inaugurada en Iquique el 23 de mayo de 1970 a través del Canal 11 (posteriormente trasladaría su frecuencia al Canal 10). El 2 de julio del mismo año fue inaugurada una nueva estación en Calama y Chuquicamata en el Canal 10, mediante una transmisión que contó con un discurso del presidente de la República, Eduardo Frei Montalva, y un show musical a cargo de Los Grumpers.
En julio de 1970 Carlos Saavedra Palma fue designado como director del Canal 6, y el 15 del mismo mes la estación antofagastina realizó su primer espectáculo artístico de larga duración con motivo del primer aniversario de la señal; el programa, de más de 2 horas de duración y dirigido por Luis Cáceres, fue dividido en tres partes: la actuación de solistas internacionales, presentadas por Omar Pedraza, presentaciones de conjuntos folclóricos, con la presentación de Nelly Rogers, y la actuación de conjuntos electrónicos presentados por Jimmy Wall.
El 18 de septiembre de 1970 fueron inaugurados los estudios definitivos del Canal 6 de Antofagasta, que se ubicaron en General Borgoño 934, construidos por la Sociedad Constructora de Establecimientos Educacionales y que contaba con una superficie de 550 m² en un terreno de 3000 m². La edificación constaba de dos pisos: en el primero se ubicaban las oficinas de continuidad y tráfico, jefatura administrativa, sala de prensa, camarines, baños, sala de energía, y un estudio con su sistema de iluminación, escenografía y cámaras, mientras que el segundo nivel poseía una sala de laboratorio técnico, telecine, magnetoscopio, telecomandos, transmisor de microondas, dirección, y oficinas técnicas y administrativas.
En 1971 la estación de Televisión Nacional de Chile en Arica, que había iniciado sus transmisiones el 12 de diciembre de 1968 —siendo la primera señal de TVN en su historia— y emitía su programación de forma autónoma, fue conectada a la red troncal de Entel, sumándose de esta forma a la Red Norte de TVN. Posteriormente, en septiembre de 1972 se sumarían estaciones de la provincia de Atacama, además de nuevas repetidoras en María Elena-Pedro de Valdivia (a través del Canal 7) y Tocopilla (a través del Canal 12, inaugurada el 29 de septiembre).
La programación de la Red Norte de TVN consistía en material envasado (como series y películas) y espacios grabados y enviados desde los estudios centrales en Santiago y emitidos en diferido, con excepción de una edición regional del informativo Noticiero (y posteriormente Telediario) que se realizaba desde los estudios en Antofagasta. A mediados de noviembre de 1971 el Canal 6 de Antofagasta realizó su primera transmisión por microondas al resto del país, con ocasión de la visita a la ciudad de Fidel Castro durante su gira por el país; la estación también formó parte de coberturas informativas regionales y solicitudes de ayuda a la comunidad, como la ocurrida el 12 de marzo de 1973 con el choque entre dos buses en la ruta que une Calama con Antofagasta, y en el que fallecieron 36 personas y 77 resultaron heridas.
En 1973 la repetidora de Iquique fue desconectada de la señal de Antofagasta y a su vez fue enlazada con el Canal 5 de Arica. El 11 de agosto del mismo año fue inaugurada la repetidora de TVN en la oficina salitrera Victoria en el canal 11, que se sumaba a la del cerro Mieres en el canal 6 y que emitían la programación realizada desde Arica.
Las emisiones autónomas de la Red Norte de TVN se suspendieron tras el golpe de Estado del 11 de septiembre de 1973 al conectarse de forma permanente con la señal realizada desde la capital chilena; hacia 1974 las regiones del norte de Chile recibían a tiempo completo la señal emitida desde Santiago.